# Laurent Olivier
Pour les articles homonymes, voir Olivier.
Laurent Olivier, né le 19 février 1958, est un archéologue et historien français.
Conservateur général du patrimoine, il est responsable des collections d’archéologie celtique et gauloise du musée d'archéologie nationale de Saint-Germain-en-Laye.

## Biographie
Né le 19 février 1958, Laurent Olivier est docteur en archéologie de l'université de Cambridge (1995), docteur de 3e cycle en anthropologie, ethnologie et préhistoire de l'université Paris I Panthéon-Sorbonne et titulaire d'une habilitation à diriger des recherches (HDR) en préhistoire, ethnologie et anthropologie de l'université Paris I Panthéon-Sorbonne (2006).
Il est conservateur général au musée d'archéologie nationale de Saint-Germain-en-Laye, où il est chargé des collections d'archéologie celtique et gauloise.

## Travaux

### Gestion du patrimoine archéologique
Nommé en 1983 conservateur des fouilles archéologiques au service d’Archéologie de Lorraine, il est responsable de la mise en place des premières opérations d’archéologie préventive urbaine de Metz (Moselle).
Il contribue à mettre en place un programme de coopération scientifique entre la Sarre, la Lorraine et le Luxembourg, qui sera à l’origine de la création de la revue d’archéologie inter-régionale Archeologia Mosellana.

### Muséographie
Auprès de Michel Colardelle et Jean-Pierre Mohen, il est commissaire de l'Exposition nationale de 1989 : Archéologie de la France. 30 ans de découvertes, présentée au Grand-Palais à Paris, et de L'Année de l'archéologie, organisée par la Direction du Patrimoine et la Direction des Musées de France.
Nommé en 1997 conservateur des collections d’archéologie celtique et gauloise du musée d’archéologie nationale de Saint-Germain-en-Laye, il réalise la rénovation muséographique de l’aile gauloise du MAN, ouverte au public en 2012.

### Fouilles archéologiques
Âgé de 17 ans, il est chargé de la réalisation d'une série de campagnes de fouilles et de sondages stratigraphiques au théâtre-amphithéâtre romain de Grand (Vosges), sous la direction de Roger Billoret (1910-1987), directeur des fouilles du sanctuaire de Grand et responsable du service d’Archéologie de Lorraine. Menées de 1975 à 1979, ces premières recherches conduisent à déterminer la chronologie de la construction de cet important édifice de spectacle, second en taille du monde romain.
À l’instigation du protohistorien français Jacques-Pierre Millotte (1920-2002), il réalise ensuite la fouille de sauvetage programmée de l’importante nécropole de tumulus du premier âge du Fer de La Naguée à Clayeures (Meurthe-et-Moselle), menacée par les travaux agricoles. Ces fouilles, conduites de 1980 à 1985, révèlent un ensemble de sépultures privilégiées du VIe siècle av. J.-C., malheureusement très perturbées par les bouleversements agricoles des XIXe et XXe siècles.
En collaboration avec le protohistorien allemand Walter Reinhard, archéologue au service d’archéologie de la Sarre, il réalise la fouille de sauvetage programmé du tumulus à tombe à char de Marainville-sur-Madon (Vosges), de 1986 à 1988. Les fouilles mettent en évidence un grand tertre funéraire monumental du VIe siècle av. J.-C. , auquel s’adjoint une petite nécropole de tombes plates du début du second âge du Fer (Ve siècle av. J.-C.).
Il réalise ensuite la fouille programmée de la nécropole de tumulus de Diarville (Meurthe-et-Moselle). Fouillé de 1988 à 1999, le site funéraire livre une exceptionnelle série de tombes à char de la fin du VIe siècle av. J.-C., dont la restauration et l’étude donnent lieu à la mise en place d’un programme de coopération scientifique et technique entre le laboratoire de restauration du Römisch-Germanisches Zentralmuseum de Mayence (Allemagne) et le laboratoire d’Archéologie des métaux de Nancy-Jarville.
Les fouilles de Marainville et de Diarville mettent en évidence la présence d’un « pôle de concentration du pouvoir » de la fin de la période hallstattienne à l’emplacement de l’habitat fortifié de hauteur de la « Côte de Sion » à Saxon-Sion (Meurthe-et-Moselle).
Durant cette période, il co-dirige la fouille la fouille programmée de l’enclos funéraire de la fin du premier âge du Fer des Herbues à Vix (Côte-d’Or), dans l’environnement de la fameuse tombe dite de la Dame de Vix. Menées de 1992 à 1994, ces recherches conduisent à la découverte d’un ensemble exceptionnel de statuaire celtique en pierre, datant du début du Ve siècle av. J.-C.
Il coordonne, de 2001 à 2017, la réalisation d’un programme de recherches pluridisciplinaires, consacré à l’étude du « Briquetage de la Seille » (Moselle), un vaste complexe d’exploitation du sel datant des époques celtique et gauloise, et s’étendant sur une dizaine de kilomètres de longueur, entre les villages de Salonnes et de Marsal. Ces travaux, qui combinent les prospections géophysiques à l’archéo-géologie et aux études d’archéo-botanique, révèlent le caractère « proto-industriel » de l’extraction intensive du sel, dont les rejets de production atteignent la masse colossale de près de 3 millions de mètres cubes.

### Recherches
Ses recherches se concentrent sur une approche anthropologique des manifestations archéologiques des cultures de l’âge du Fer d’Europe occidentale, en particulier dans le domaine des pratiques funéraires, ainsi que de l’économie et des échanges. Dans cette perspective, il développe une nouvelle approche de l’Art celtique ancien, fondée sur l’Anthropologie de l’Art.
Ses travaux se portent également sur l’histoire de  l’archéologie européenne et l’épistémologie de la discipline archéologique. Il s’est consacré en particulier à l’étude de l’impact idéologique de l’archéologie allemande de la période du IIIe Reich. Ses recherches sur  l’analyse des matériaux archéologiques se concentrent sur les phénomènes de mémorisation à l’œuvre dans les processus archéologiques.
Une part importante de ses recherches est consacrée à l’archéologie de la période contemporaine, et notamment à l’impact archéologique de l’Anthropocène.
Il se consacre aujourd'hui à l'étude de la mémoire collective du traumatisme de Wounded Knee (Dakota du Sud), où l'armée américaine a massacré plus de 300 Sioux lakota le 29 décembre 1890.

## Publications

### Ouvrages
- Le sombre abîme du temps : archéologie et mémoire, Paris, Éditions du Seuil, 2008, coll. « La couleur des idées », 305 p.  (ISBN 978-2-02096-637-5)
- L’Art gaulois, Paris, éditions Jean-Paul Gisserot, 2010, 64 p.  (ISBN 978-2-75580-108-8)
- Nos ancêtres les Germains : les archéologues français et allemands au service du nazisme  (préf. Jérôme Prieur), Paris, Tallandier, 2012, 313 p. (ISBN 978-2-84734-960-3, présentation en ligne), [présentation en ligne][23],[24],[25].
- Mythes et symboles celtiques, Paris, éditions Jean-Paul Gisserot, 2016, 64 p.  (ISBN 978-2-75580-153-8)
- Le Pays des Celtes : mémoires de la Gaule, Paris, Le Seuil, coll. « L'Univers historique », 2018, 331 p. (ISBN 978-2-02-118962-9)[26],[27]

- César contre Vercingétorix, Éditions Belin, Paris, 2019, 622 p.  (ISBN 978-2-410-01361-0)Prix Louis-Castex 2020 de l’Académie française
- Ce qui est arrivé à Wounded Knee. 29 décembre 1890. Paris, édition Flammarion, 2021, 521 p.  (ISBN 978-2-0802-5211-1)

- Le monde secret des Gaulois. Une nouvelle histoire de la Gaule (IXe s. av. J.-C. - Ier s. apr. J.C.). Paris, éditions Flammarion, 2024, 415 p.  (ISBN 978-2-0802-5458-0)

### Ouvrages en collaboration
- (avec Gavin Lucas) Conversations about Time. Oxon & New York, Routledge, 2021, 121 p.  (ISBN 978-1-03-202486-8)
- (avec Jérôme Prieur) Où est passé le passé. Traces, archives, images. Paris, La Bibliothèque, 2022, 146 p.  (ISBN 9791093098760)
- (avec Mireille Séguy) Le passé est un événement. Correspondances de l'archéologie et de la littérature. Paris, Éditions Macula, 2022, 150 p.  (ISBN 978-2865891429)

### Direction d'ouvrages
- En collaboration avec Olivier Buchsenschutz, Les Viereckschanzen et les enceintes quadrilatérales en Europe celtique. Actes du IXe Colloque de l’Association Française pour l’Étude de l’Âge du Fer (Châteaudun, 1985). Paris, éditions Errance, 1989, 174 p.  (ISBN 2-87772-032-2)
- En collaboration avec Jean-Pierre Mohen, Archéologie de la France. 30 ans de découvertes. Catalogue de l’Exposition nationale du Grand Palais. Paris, Réunion des Musées Nationaux, 1989, 495 p.  (ISBN 978-2-71182-251-5)
- Princesses celtes en Lorraine. Sion, trois millénaires d’archéologie d’un territoire. Catalogue de l’exposition du Musée du Fer (Jarville) et du Musée des Antiquités nationales (Saint-Germain-en-Laye). Jarville, Musée de l’Histoire du Fer, 2002, 192 p.  (ISBN 2-9507019-3-0)
- En collaboration avec Jean-Pierre Legendre et Bernadette Schnitzler, L’archéologie nazie en Europe de l’Ouest. Actes du colloque international de Lyon (septembre 2004). Gollion, éditions InFolio, 2007, 496 p.  (ISBN 978-2-88474-804-9)
- Le musée d’Archéologie nationale et les Gaulois, du XIXe au XXIe siècle. Saint-Germain-en-Laye, Musée d’Archéologie nationale, 2012, 222 p.  (ISBN 978-2-95324-283-6)
- Autopsie d’une tombe gauloise : la tombe à char de La Gorge-Meillet à Somme-Tourbe (Marne). Cahiers d’Archéologie nationale, 2. Saint-Germain-en-Laye, Musée d’Archéologie nationale, 2016, 386 p.  (ISBN 978-2-95324-281-2)
- La mémoire et le temps : l'œuvre transdisciplinaire d’Henri Hubert (1872-1927). Paris, éditions Démopolis, 2017, collection Quaero, 343 p.  (ISBN 978-2-35457-121-4)
- En collaboration avec Jean-Marie Blaising, Jan Driessen et Jean-Pierre Legendre, Clashes of Time. The Contemporary Past as a Challenge for Archaeology, Louvain-la-Neuve, Presses universitaires de Louvain, 2017, 276 p.  (ISBN 978-2-87558-625-4)
- En collaboration avec Jordan Anastassov, Gilbert Kaenel, Christine Lorre, Philippe Marti, Clotilde Proust et Gianna Reginelli-Servais, La collection du site de La Tène (Suisse) conservée au musée d'Archéologie nationale de Saint-Germain-en-Laye. Un ensemble d'armement, d'outillage et de parure celtiques aux origines de l'archéologie gauloise. Lausanne, Cahiers d'archéologie romande no 179, Saint-Germain-en-Laye, Cahiers du musée d'Archéologie nationale no 3, 2019, 191 p.
- En collaboration avec Jean-Pierre Le Dantec et Marcel Tache, Catalogue des monnaies gauloises, celtiques et massaliètes du musée d'Archéologie nationale. Saint-Germain-en-Laye, Musée d'Archéologie nationale et éditions Carmanos-Commios, 2020, 359 p.  (ISBN 979-10-92397-03-1)
- En collaboration avec Marcel Tache, Catalogue des monnaies de la République romaine du musée d'Archéologie nationale. Saint-Germain-en-Laye, Musée d'Archéologie nationale et éditions Carmanos-Commios, 2023, 270 p.  (ISBN 979-10-92397-05-5)

### Autres publications
- Voir sur archeophile.com